# Nagroda Grammy w kategorii Best Female Rock Vocal Performance
Nagroda Grammy w kategorii Best Female Rock Vocal Performance była przyznawana w latach 1980–2004. W latach 1988, 1992, 1994 i w latach 2005–2011 połączona została z Best Male Rock Vocal Performance i przyznana jako Best Solo Rock Vocal Performance. Nagroda przyznawana była za nagrania/prace zarejestrowane w roku poprzedzającym daną nominację.

## Wiek XXI
- Nagroda Grammy w 2004
  - Pink za "Trouble"
- Nagroda Grammy w 2003
  - Sheryl Crow za "Steve McQueen"
- Nagroda Grammy w 2002
  - Lucinda Williams za "Get Right with God"
- Nagroda Grammy w 2001
  - Sheryl Crow za "There Goes the Neighborhood"
- Nagroda Grammy w 2000
  - Sheryl Crow za "Sweet Child O’ Mine"

## Lata 90. XX wieku
- Nagroda Grammy w 1999
  - Alanis Morissette za "Uninvited"
- Nagroda Grammy w 1998
  - Fiona Apple za "Criminal"
- Nagroda Grammy w 1997
  - Sheryl Crow za "If It Makes You Happy"
- Nagroda Grammy w 1996
  - Alanis Morissette za "You Oughta Know"
- Nagroda Grammy w 1995
  - Melissa Etheridge za "Come to My Window"
- Nagroda Grammy w 1994
  - nie przyznawana
- Nagroda Grammy w 1993
  - Melissa Etheridge za "Ain’t It Heavy"
- Nagroda Grammy w 1992
  - nie przyznawana
- Nagroda Grammy w 1991
  - Alannah Myles za "Black Velvet"
- Nagroda Grammy w 1990
  - Bonnie Raitt za "Nick of Time"

## Lata 80. XX wieku
- Nagroda Grammy w 1989
  - Tina Turner za Tina Live in Europe
- Nagroda Grammy w 1988
  - nie przyznawana
- Nagroda Grammy w 1987
  - Tina Turner za "Back Where You Started"
- Nagroda Grammy w 1986
  - Tina Turner za "One of the Living"
- Nagroda Grammy w 1985
  - Tina Turner za "Better Be Good to Me"
- Nagroda Grammy w 1984
  - Pat Benatar za "Love Is a Battlefield"
- Nagroda Grammy w 1983
  - Pat Benatar za "Shadows of the Night"
- Nagroda Grammy w 1982
  - Pat Benatar za "Fire and Ice"
- Nagroda Grammy w 1981
  - Pat Benatar za Crimes of Passion
- Nagroda Grammy w 1980
  - Donna Summer za "Hot Stuff"